# 黑根拉特
黑根拉特（德語：Hergenrath，德語發音：[ˈhɛʁɡn̩ˌʁaːt]）是比利时瓦隆大区列日省的一个村庄。黑根拉特原为一独立市镇，1977年，黑根拉特并入市镇凯尔米斯。